# Terremoto de Salta de 1908

El terremoto de Salta de 1908 fue un terremoto o movimiento sísmico que tuvo lugar en la provincia de Salta, República Argentina, el 5 de febrero de 1908, a las 20:50 (UTC-3). Registró una magnitud de 6,0 en la escala de Richter. 
Su epicentro estuvo a 25°12′S 64°42′O / -25.20, -64.70, a una profundidad de 30 km.
Este terremoto se sintió con grado VII en la escala de Mercalli. Afectó en mayor medida a Metán, Rosario de la Frontera y poblaciones cercanas de la provincia de Salta, y provocó daños menores. Fue percibido en las ciudades de Salta, Catamarca, Jujuy y Tucumán.